# Derb (Oran)
Pour les articles homonymes, voir Derb.
Derb (الدرب) est un quartier populaire au centre d'Oran, en Algérie. Il se trouve dans le premier arrondissement de Sidi El Houari, entre les quartiers de Casbah, St Louis et Vieux Port. On y trouve le Club de football CDJ (Club Des Joyeusetés) et le Stade Calo.

## Histoire
Derb El Houde, un quartier juif à Oran a conservé très longtemps son aspect pittoresque, et les touristes s'y font toujours conduire. Il s'agit du quartier israélite ou Derb. Dès l'an 1000, la communauté est structurée. Aux XIIIe et XIVe siècles, les juifs de la Méditerranée occidentale font le commerce avec les juifs d'Oran.

### État actuel
En 2023, une série d'effondrements d'immeubles alerte la ville sur l'état de décrépitude du quartier. 15 ans plus tard, aucune mesure n'ayant été prise, des familles sont relogées. La question de raser le quartier est à l'ordre du jour.